# Gymnaspis ficus
Gymnaspis ficus är en insektsart som beskrevs av Ramakrishna Ayyar 1919. Gymnaspis ficus ingår i släktet Gymnaspis och familjen pansarsköldlöss. Inga underarter finns listade i Catalogue of Life.